# عمادالدین دولتشاهی
عمادالدین دولتشاهی (۱۲۸۸ کرمانشاه - ۱۳۷۰ تهران) پژوهشگر فرهنگ و زبان‌های باستانی ایران بود که به واسطهٔ نظریات باستان‌گرایانهٔ متفاوتش در رابطه با ریشه‌های جغرافیایی اوستا و شاهنامه شناخته شده‌است.

## زندگی
عمادالدین دولتشاهی در سال ۱۲۸۸ در کرمانشاه در خانواده‌ای از خاندان دولتشاهی قاجار و نوادگان شاهزاده امام‌قلی میرزا عمادالدوله دولتشاه پسر فتحعلی‌شاه قاجار به دنیا آمد. پدرش حسنعلی میرزا از مالکان بزرگ گلپایگان و هفت دوره نماینده گلپایگان و خوانسار در مجلس شورای ملی بود.
دولتشاهی در دورانی دست به پژوهش زد که باستان‌گرایی بر اکثر پژوهش‌های مربوط به تاریخ و فرهنگ ایران غلبه داشت. عمادالدین دولتشاهی تحت تأثیر جریان غالب باستان‌گرایی به پژوهش در زبان‌های باستانی ایران به ویژه زبان اوستایی دست زد. او که به واسطهٔ تولد در کرمانشاه با زبان کردی آشنایی داشت، متوجه همانندی‌های بسیاری میان زبان‌های کردی و اوستایی شد.
نخستین اثر پژوهشی دولتشاهی در شماره‌های ۶ و ۷ نشریهٔ گرامی‌نامهٔ فرَوَهَر، در آبان و آذرماه ۱۳۶۲ به کوشش فریدون جنیدی به چاپ رسید. پس از آن کتابی به نام جغرافیای غرب ایران یا کوه‌های ناشناختهٔ اوستا نوشت که در آن ترجمهٔ جدیدی از بخشی از زامیادیشت اوستا ارائه کرد.

### روزنامه‌نگاری
عمادالدین دولتشاهی در کرمانشاه روزنامه‌ای به نام گنجور منتشر می‌کرد. انتشار این روزنامه از سال ۱۳۳۰ آغاز شد و پس از مدتی تعطیل شد.

## نظریات
عمادالدین دولتشاهی معتقد بود که نام‌های جغرافیایی اوستا و شاهنامه را باید نه در شرق ایران، بلکه در غرب ایران دنبال کرد. به باور دولتشاهی پورداود به دلیل عدم آشنایی با زبان کردی متوجه بعضی مسائل جغرافیایی اوستا نشده و آن‌ها را گنگ ترجمه کرده‌است. او در آثار خود می‌کوشد با تکیه بر شباهت‌های میان نام‌جای‌ها و اسامی افراد و مکان‌ها نشان دهد که محل وقوع حوادث در بخش حماسی و اسطوره‌ای در اوستا و شاهنامه غرب ایران و کردستان بوده‌است. او همچنین اشو زرتشت را کرد می‌دانست و معتقد بود که رستم نیز زادهٔ کردستان است و شهر سمنگان که رستم و تهمینه در آن ازدواج کردند، در غرب ایران و در همسایگی کوه بیستون قرار دارد.
دولتشاهی همچنین در رابطه با نام شهرهای غرب ایران نیز نظریات متفاوتی ارائه داد. معتقد بود نام قدیم شهر اسلام‌آباد غرب یعنی هارون‌آباد که در گویش مردم بومی آرونیاوا گفته می‌شود، درواقع نه از واژهٔ هارون بلکه از واژه آروینیا گرفته شده که لقب سرداری به نام سولوسونو بوده‌است. دولتشاهی همچنین نام‌های جغرافیایی غرب ایران همچون زواره‌کوه، هفت آشیان، زویری، مرِگ، مانِشت، گواور، تجر، سروِنو و … را به اقوام اسطوره‌ای ایران همچون پیشدادیان و کیانیان منتسب می‌کند.

## خانواده
عموی عمادالدین دولتشاهی، محمدعلی میرزا (مشکوةالدوله) وزیر پست و تلگراف دوره رضاشاه بود و پدر مهرانگیز دولتشاهی از نخستین نمایندگان زن مجلس شورای ملی و نخستین سفیر زن ایران (سفیر در دانمارک) بود. عموی دیگرشِ غلامعلی میرزا (مجلل‌الدوله) رئیس تشریفات دربار رضاشاه و پدر عصمت دولتشاهی آخرین همسر رضاشاه بود.

## آثار
- دول‍ت‍ش‍اه‍ی، ع‍م‍ادال‍دی‍ن، ج‍غ‍راف‍ی‍ای غ‍رب ای‍ران، ی‍ا ک‍وه‌ه‍ای ن‍اش‍ن‍اخ‍ت‍هٔ اوس‍ت‍ا، ت‍ه‍ران: ع‍م‍ادال‍دی‍ن دول‍ت‍ش‍اه‍ی، ۱۳۶۳.
- دول‍ت‍ش‍اه‍ی، ع‍م‍ادال‍دی‍ن، رس‍ت‍م و س‍ه‍راب (ب‍ه‌روای‍ت اوس‍ت‍ا): ت‍رج‍م‍ه‌ای ب‍ر ف‍روردی‍ن‌ی‍ش‍ت، ت‍ه‍ران: خ‍ی‍ام، ۱۳۷۷.